# جونغ جون
جونغ جون (هانغل: 정준) هو ممثل كوري جنوبي، ولد في 6 مارس 1979 في كوريا الجنوبية.

## وصلات خارجية
- جونغ جون على موقع IMDb (الإنجليزية)
- جونغ جون على موقع قاعدة بيانات الفيلم (الإنجليزية)